# Autoritratto come una tahitiana
Autoritratto come una tahitiana è un dipinto dell'artista indo-ungherese Amrita Sher-Gil, realizzato nel 1934. Attualmente l'opera di proprietà di Navina e Vivan Sundaram, i nipoti dell'artista.

## Storia
Amrita Sher-Gil nacque a Budapest nel 1913, da un aristocratico sikh del Pangiab e una cantante lirica ebreo-ungherese. Dopo un soggiorno in India, a Shimla, tra il 1929 e il 1934, Sher-Gil visse a Parigi con la famiglia per studiare alla scuola di belle arti, dove rimase colpita dall'arte di Paul Gauguin, soprattutto per i suoi nudi tahitiani. Durante questo periodo, oltre ai ritratti, ella dipinse diciannove autoritratti, l'ultimo dei quali fu l'Autoritratto come una tahitiana. Quello stesso anno tornò in India, dove si concentrò sulla rappresentazione della popolazione locale. L'autoritratto segna così il passaggio nella sua carriera tra la rappresentazione di soggetti europei a quella di soggetti indiani.

## Descrizione
Il dipinto raffigura Sher-Gil in piedi, dalla vita in su e voltata di tre quarti. La parte superiore del corpo è priva di abiti e la donna indossa alla vita un panno bianco dall'aspetto polinesiano. I suoi lunghi capelli neri sono raccolti in una coda di cavallo e le labbra gonfie sono dipinte di rosso. Dietro di lei è presente l'ombra di una figura maschile. Sullo sfondo si trovano delle figure giapponesi: un uomo seduto, due donne con indosso un chimono, un edificio simile a una pagoda e delle linee che tracciano un cortile giapponese.

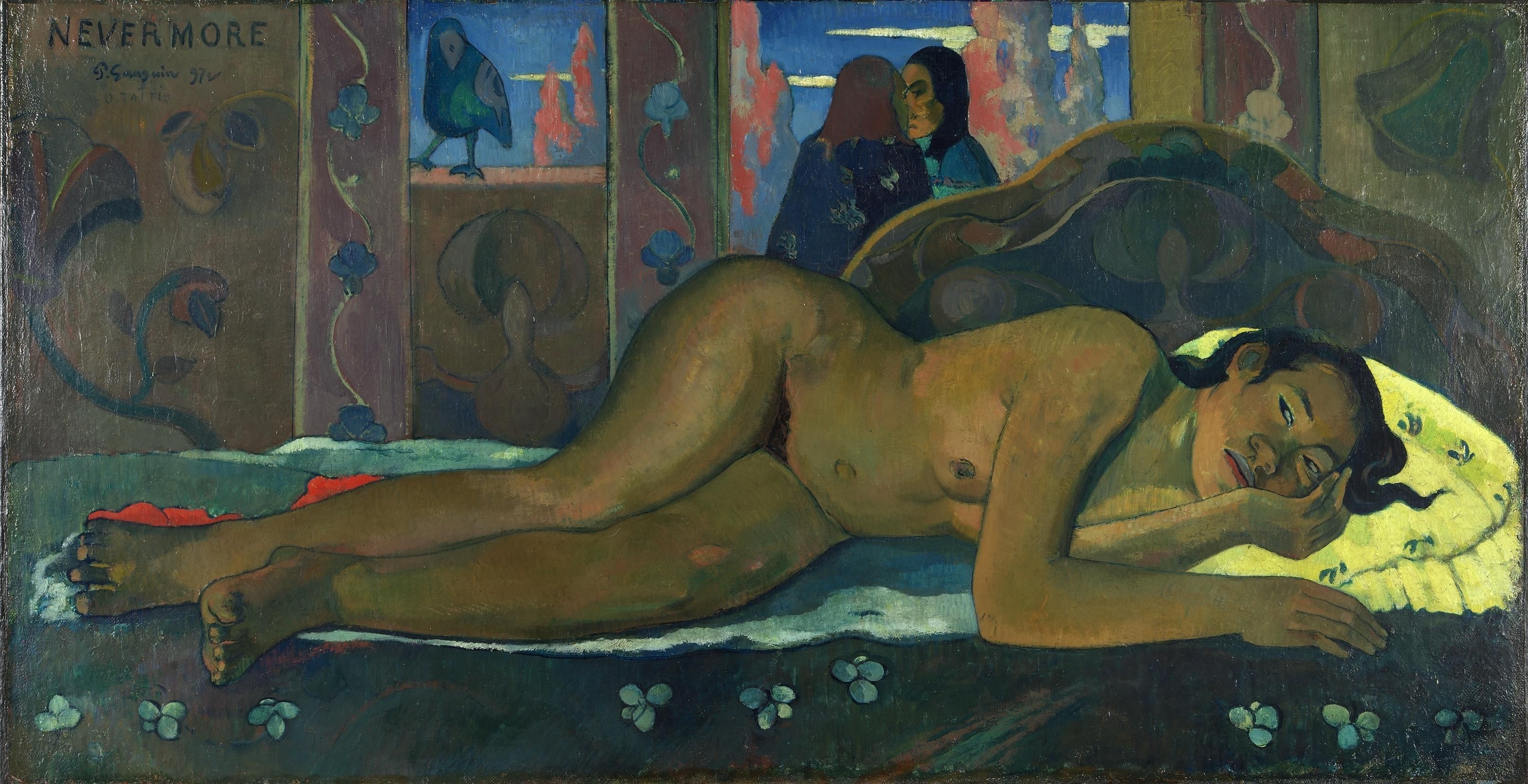
Paul Gauguin, Nevermore, 1897

Il quadro si ispira molto alle opere di Paul Gauguin in quanto riprende le tele che l'artista aveva dipinto durante il suo soggiorno a Tahiti (come Nevermore e Lo spirito dei morti veglia). Tuttavia, Gauguin aveva spesso raffigurato le sue donne polinesiane come se si stessero "offrendo" allo spettatore, rendendo l'isola dei mari del Sud una sorta di "paradiso sessuale". Nell'autoritratto di Amrita, al contrario, il "feticismo gogheniano" scompare, secondo la professoressa Saloni Mathur: lei non è un oggetto del desiderio sessuale pronto per essere consumato e lo sfondo non è quello lussurioso e tropicale dei dipinti di Gauguin. Nello sguardo distante della pittrice, Saloni Mathur vede anche un desiderio di Sher-Gil di tornare in India, che descrisse nel 1933 nel quotidiano The Hindu. Mathur inoltre vede nell'ombra maschile dietro la Sher-Gil un riferimento a Paul Gauguin.
I motivi e le figure giapponesi che si intravedono sullo sfondo possono essere intesi come un riferimento al fenomeno del giapponismo, l'influenza dell'arte nipponica sull'arte occidentale, soprattutto francese. Oltre a Gauguin, anche Vincent van Gogh utilizzò spesso dei motivi nipponici nei suoi quadri. Un esempio è il ritratto di père Tanguy, il cui sfondo è composto da vari dipinti e stampe giapponesi.

## Accoglienza
Il nipote di Amrita Sher-Gil, l'artista indiano Vivan Sundaram, realizzò una serie di fotomontaggi digitali in bianco e nero chiamata Re-take of Amrita, nella quale vari dipinti di Amrita venivano uniti a delle foto scattate da suo padre Umrao Singh Sher-Gil. Tra questi fotomontaggi ce n'è uno che unisce l'Autoritratto come una tahitiana ad una fotografia di Amrita in costume da bagno. La foto in questione venne scattata nel 1938 dall'ungherese Victor Egan.